# S. Scott Bullock
Stuart Scott Bullock, noto come S. Scott Bullock (Santa Monica, 7 maggio 1956), è un doppiatore e attore statunitense.

## Carriera
Ha fornito voci a personaggi come Eddy nel franchise di Barnyard, King Goobot in Le avventure di Jimmy Neutron (The Adventures of Jimmy Neutron: Boy Genius), Thunder in Giovani Titani (Teen Titans), Captain Bones e Lens McCracken in Crashbox, Lamont in Gargoyles - Il risveglio degli eroi (Gargoyles), Flappy Bob Due fantagenitori (The Fairly Odd Parents: School's Out!), Galenth Dysley / Barthandelus nel videogioco Final Fantasy XIII e Hades nel videogioco Kid Icarus: Uprising. 
Ha anche fornito la voce di Mr. Elliot in Invader Zim, Dash Baxter in Danny Phantom (2004-2007), Argos Bleak in Capitan Planet e i Planeteers (The New Adventures of Captain Planet), Flapper in Dink il piccolo dinosauro (Dink, the Little Dinosaur), Dr. Damage e Emperor Bog in Mostruosi marziani - Butt-Ugly Martians (Butt-Ugly Martians). 
Bullock è anche attore; appare tra l'altro nei film Prossima fermata: paradiso (1991) e Che vita da cani! (1991) e nella serie TV La signora in giallo.